# Маи-Ндомбе
Маи-Ндомбе (до 1973 г. – Леополд ІІ, на френски: Lac Mai-Ndombe, Lac Leopold II) е езеро в Екваториална Африка, в Демократична република Конго, в централната част на падината Конго. Дължината му от север на юг е над 130 km, а площта му варира от 2325 до 8200 km² (по време на дъждовния сезон). Средната му дълбочина през сезоните се колебае от 2,5 до 5 m, максимална – 7 m. Бреговете му са силно разчленени, като се редуват високи и ниски, на места заблатени, покрити с гъсти екваториални гори. Най-високо ниво езерото има през септември и октомври. В него се вливат множество реки, като най-големи са Лотои и Локоро, вливащи се в североизточната му част. От южния му ъгъл, при град Куту изтича река Фими, десен приток на Касаи, която се влива отляво в река Конго под името Ква. Развива се местен риболов и корабоплаване. Езерото е открито на 23 май 1882 г. от американския изследовател и колонизатор на Африка Хенри Мортън Стенли, който го наименува Леополд ІІ в чест на тогавашния крал на Белгия, спонсорирал експедицията му.